# Клецький район
Кле́цький райо́н — адміністративна одиниця Білорусі, Мінська область.

## Адміністративний поділ
В Клецькому районі налічується  населених пунктів, з них . Всі села приналежні до 11-и сільських рад:
- Голинківська сільська рада → Бобки • Голинка • Звонка • Машуки • Озеріччя • Шайки.
- Грицевичівська сільська рада → Вороніно • Грицевичі • Драбівщина • Заєльня • Мервіни • Орешниця • Светла • Теснівка • Чаша.
- Заостровичівська сільська рада → Заостровиччя • Логновичі • Островчиці • Староселля • Драбівщина • Орешниця • Чаша.
- Зубківська сільська рада → Головачі • Гурновщина • Зубки • Коренівщина • Летешин • Матуші • Панкратовичі • Половковичі • Рассветная???? • Садова • Секеричі • Сухличі.
- Червонозіркова сільська рада → Бабаєвичі • Зернова • Каплановичі • Червона Зірка • Цеперка • Цепра • Яновичі • Стралкове.
- Кухчицька сільська рада → Ефимовичі • Жомойдь • Залешани • Іскри • Кухчиці • Лискове • Русовщина • Солов`ї.
- Мороцька сільська рада → Колки • Комлевщина • Морочь • Смоличі • Узнога • Урведь.
- Нагорнівська сільська рада → Доморацькі • Загірне • Запілля • Йодчиці • Кунцівщина • Лазовичі • Мокра????ни • Нагорне • Рубіж • Тетерівець.
- Синявська сільська рада → Ганевичі • Заболотники • Карбівці • Лучиці • Нарешевичі • Понача • Руда • Синявка.
- Тучанська сільська рада → Бабичи • Дунайчиці • Карацьк • Мостиловичі • Межна Слобода • Рудки • Третяки • Туча • Поначь-Мурованка • Стралкове • Яновичі.?????
- Щепичівська сільська рада → Горбунівщина • Гусаки • Домоткановичі • Жиличі • Липка • Лукавці • Новодвірки • Орда • Степужичі • Щепичі • Яжевичі • Якшичі.

Ліквідовані сільські ради района:
- Домоткановичівс ька сільська рада → Домоткановичі • Жиличі • Орда • Степужичі • Якшичі.

| Білорусь | Це незавершена стаття з географії Білорусі. Ви можете допомогти проєкту, виправивши або дописавши її. |